# Ort im Innkreis
Ort im Innkreis est une commune autrichienne du district de Ried im Innkreis en Haute-Autriche.